# Милован Мирошевић
Милован Петар Мирошевић Алборноз (шп. Milovan Petar Mirosevic Albornoz; Сантијаго, 20. јун 1980) је бивши чилеански фудбалер. Играо је на позицији везног играча.
Мирошевић је са очеве стране пореклом из Дубровника у Далмацији.

## Успеси
Универсидад католика
- Прва лига Чилеа  (2) : 2002. Апертура,[7] 2010.[8]
- Куп Чилеа  (1) : 2011.[9]

 Беитар Јерусалим
- Премијер лига Израела (1) : 2006/07.[10]

Појединачни
- Најбољи везни играч Прве лиге Чилеа према ANFP: 2009.[11]
- Најбољи стрелац Прве лиге Чилеа: 2010.[12]
- Идеални тим Прве лиге Чилеа према El Grafico: 2010.[13]